# أيامي السعيدة (فلم)
أيامي السعيدة (بالإنجليزية: Ayyami el saida Or My Happy Days)، فيلم سينمائي درامي رومانسي مصري، إنتاج 1958 إخراج: أحمد ضياء الدين، تأليف: أبو السعود الإبياري تمثيَل: فيروز، حسن فايق، عبد الفتاح القصري، عبد المنعم إبراهيم، ميمي شكيب، فاروق عجرمة، جواهر، محمد الديب.

## قصة الفيلم
موسيقي عاطل سعد أبو السعد (عبد المنعم إبراهيم) يُستدعى لتلقين ابنة الرجل الثري باهر ماهر طاهر (حسن فايق) دروسًا في البيانو، تحاول الفتاة أزهار -أز أز- (فيروز) إيقاعه في غرامها، كما تحاول زوجة الثري إلهام (ميمي شكيب) أن تستغله في إثارة غيرة زوجها بعد أن تكتشف خيانته لها ولكنه يرفض، تهدده بطرده من العمل، وتحاول الفتاة إخراجه من حالة اليأس التي يعانيها.. يعينه والدها مديرًا للفندق الذي يمتلكه، وتتحسن أحواله رويدًا رويدًا، ثم تطلب امرأة لعوب ثريا وجدي (كريمة) - يهيم بها الثري - تعيين صديقها عادل السمهري (فاروق عجرمة) مديرًا للفندق فيخضع لها ويطرد الموسيقي، فجأة تتوالى النكبات على الثري إذ يفلس الفندق ويخسر كل أمواله وتباع ممتلكاته في المزاد، فيتقدم مقاول جمع القمامة عنتر المفّش (عبد الفتاح القصري) لخطبة ابنة الثري عارضًا عليه أمواله الطائلة، يوافق الوالد، فترفض الفتاة وتهرب مع الموسيقي لتتزوجه ويخضع والدها لرغبتها.

## القصة الكاملة
سعد أبو السعد (عبد المنعم إبراهيم) بيانيست مغمور يعاني من سوء الحظ الذي لازمه طوال 35 عامًا، يسكن فوق السطوح ولم يدفع الإيجار، تسلَم العمل في كباريه الفن ليعزف وراء راقصة، وينصحه من كان قبله (نجيب عبده) أن يحب الراقصة طماطم (جواهر) لضمان الاستمرار في العمل، فإحتضنها وقبّلّها، فشاهده صاحب الكباريه (عبد البديع العربي) الذي يغار على الراقصة فيطرده من العمل، ويرسل له البقال مع صبيّه (صفا الجميل) الجريدة ليبحث فيها عن عمل، ليجد إعلانًا من المليونير باهر ماهر طاهر (حسن فايق) يطلب مدرس موسيقى لإبنته أزهار-أز أز- (فيروز) فذهب لاستلام العمل.. كان باهر ماهر رجل فلاتي على علاقة باللعوب ثريا وجدي (كريمة) كما كان هوائي في مشاريعه ويقبل أي مشروع وهمي يقدم إليه، وهو سريع النسيان مما اثار زوجته إلهام (ميمي شكيب) ونصحتها خادمتها (فتحية علي) بإثارة غيرته مع رجل آخر، ووقع الاختيار على سعد أبو السعد الذي رفض تمثيل دور العاشق، فوقفت ضد عمله عندهم، وعندما اشتكى سوء حظه إلى أز أز أخبرته بنظرية أبو سعدان التي تقول أن حياة الإنسان منقسمة إلى نصفين متساويين من التعاسة والسعادة، وبما أنه قضى 35 سنه من عمره في تعاسة وسوء حظ، فإن العمر الباقي سيلازمه فيه حسن الحظ وعليه ان يستقبل أيامه السعيدة، وعندما قابل مدير كازينو السعادة عادل السمهري (فاروق عجرمة) أخبره أنه إذا أراد العُلا فعليه أن يعامل الناس بتعال وعظمه وعدم اهتمام، ففعل ذلك مع باهر ماهر الذي اكتشف أن عادل السمهري ينافسه على حب ثريا وجدي ففصله وأسند مهمة إدارة كازينو السعادة إلى سعد أبو السعد، الذي قام بإدارة الكازينو وتحسنت أحواله وازدهر الكازينو على يديه ونزل به علية القوم، وكان من بينهم أبو الدهب الابريزى (عزالدين اسلام) الذي يمتلك أرضًا في أبو زعبل يُحتمل أن تحتوي يورانيوم، ويريد أن يشتريها باهر ماهر، فطلب من سعد ان يبعد كيكي آلابند (جواهر) التي تريد شراء الأرض، وعندما قابلها سعد اكتشف أنها طماطم فمثل عليها الحب وحصل على عقد بيع الأرض لصالح باهر ماهر.. ووقعت أزأز في حب سعد وبادلها نفس الشعور، ولكن نزل بالكازينو ملك الزبالة عنتر المفّش (عبد الفتاح القصري) وأراد الزواج بأزأز ووافق والدها.. تآمر الجميع على سعد  وتم فصله من العمل لصالح السمهري بتحريض من ثريا وجدي، ولكن سعد وجد عملًا عند الابريزي، وتمت سرقة باهرماهر وفشل الكازينو وخسر أمواله في كل مشاريعه وبيعت فيلته بالمزاد واشتراها عنتر المفّش وعرض ترك الفيلا مقابل الزواج من أزأز ووافق الجميع ولكن سعد تمكن من خطف أزأز وتزوجها فإضطر باهرماهر وزوجته على الموافقة على سعد زوجًا لإبنتهم.

## فريق العمل
- إخراج: أحمد ضياء الدين
- تأليف: أبو السعود الإبياري
- تمثيل:
  - فيروز... أزهار
  - حسن فايق... باهر طاهر
  - عبد الفتاح القصري... عنتر المفش
  - فاروق عجرمة... عادل
  - جواهر... '
  - محمد الديب... '
  - عبد البديع العربي... '
  - عز الدين إسلام... '
  - عبد العظيم كامل... '
  - حسين إسماعيل... المعلم دنجل
  - عواطف رمضان... '
  - نوال عطيه... '
  - فتحية علي... '
  - نجيب عبده... '
  - حلمي حليم... '
  - صفا الجميل (صفا محمد)... '
  - كريمة... ضيفة الشرف في دور ثريا وجدي
  - عبد المنعم إبراهيم... سعد أبو السعد
  - ميمي شكيب... '

## روابط خارجية
- صفحة الفيلم على موقع السينما
- صفحة الفيلم على قاعدة بيانات الأفلام على الإنترنت